# Gust Avrakotos
Gustav Lascaris Avrakotos (Aliquippa, 14 gennaio 1938 – Falls Church, 1º dicembre 2005) è stato un agente segreto statunitense, capo della sezione afgana della CIA.
Nel film La guerra di Charlie Wilson è interpretato dall'attore Philip Seymour Hoffman.